# Антарктичні придонні води

AABW утворюється у Південному океані внаслідок охолодження поверхневих вод в ополонці.

Антарктичні придонні води (англ. Antarctic bottom water, AABW) — тип водної маси у Південному океані, що оточує Антарктиду, з температурою від -0,8 до 2 °C, солоністю від 34,6 до 34,7 ‰. Будучи найщільнішою водною масою океанів, AABW займає глибини нижче 4000 м усіх океанічних басейнів, які мають зв'язок з Південним океаном на цьому рівні.

## Утворення та обіг
Антарктичні придонні води утворюється частково внаслідок значного перемішування океанічної води.
Антарктичні придонні води утворюються в морях Ведделла та Росса, біля узбережжя Аделі та мису Дарнлі через поверхневе охолодження води в ополонках та нижче шельфових льодовиків. Унікальною особливістю утворення Антарктичних придонних вод є холодний поверхневий вітер, що дме з антарктичного континенту Поверхневий вітер створює ополонки. Цей антарктичний вітер сильніший взимку, а отже, утворення Антарктичної придонної води є більш вираженим під час антарктичного зимового сезону. Поверхневі води збагачуються сіллю від утворення морського льоду. Через свою підвищену щільність вона стікає по схилу континентальної окраїни Антарктики і прямує дном на північ. Це найгустіша вода у відкритому океані і лежить в основі інших придонних та проміжних вод у більшій частині південної півкулі. Придонні води моря Ведделла — найщільніші придонні води Антарктики.
Дослідження вказують на те, що утворення Антарктичної придонної води під час голоцену (останні 10 000 років) не перебуває у стаціонарному стані; тобто, місця утворення придонних вод зміщуються вздовж антарктичної окраїни від десятиліття до століття через зміни умови для існування ополонок. Наприклад, руйнація льодовика Мерца, яка відбулася 12–13 лютого 2010 р., кардинально змінило середовище утворення придонних вод, зменшивши експорт до 23 % у регіоні Землі Аделі

### Атлантичний океан
Канал Вема, глибоводний жолоб на височині Ріу-Гранді, південна Атлантика 31°18′ пд. ш. 39°24′ зх. д. / 31.3° пд. ш. 39.4° зх. д., є важливим каналом для Антарктичних придонних вод та придонних води моря Ведделла, що прямує на північ Досягнувши екватора, приблизно третина Антарктичної придонної води, що протікає на північ, потрапляє до Гвіанського басейну, головним чином через південну половину Екваторіального каналу при 35°W. Інша частина рециркулює, і частина її тече через зону розломів Романш у східну Атлантику
У Гвіанській котловині на захід від 40 ° з.ш., похила топографія та сильна, що тече на схід глибока західна прикордонна течія, можуть запобігти течії Антарктичних придонних вод на захід: отже, вона має повернути на північ на східному схилі височини Сеари. Під 44 ° пд.ш., на північ від височини Сеари, Антарктичні придонні води тече на захід у внутрішній частині котловини. Велика частка Антарктичних придонних вод потрапляє у східну Атлантику через зону розломів Вема.

Шлях AABW

### Індійський океан
В Індійському океані через прохід Крозе-Кергелен Антарктичні придонні води рухаються до екватора. Цей рух на північ становить 2,5 Sv. Антарктичній придонній воді потрібно 23 роки, щоб дістатися до проходу Крозе-Кергелен. На південь від Африки Антарктичні придонні води течуть на північ через котловину Агульяс, а потім на схід через прохід Агульяс і над південним краєм плато Агульяс, звідки вони транспортується до Мозамбіцької котловини